# Bibliotheken in Südtirol
Insgesamt etwa 280 öffentliche Bibliotheken in Südtirol verfügen über einen Gesamtbestand von mehr als drei Millionen Bänden. Etwa 85,5 % des Personalbestands arbeiten ehrenamtlich; zu den hauptamtlich geführten Bibliotheken gehören zehn Mittelpunkt- bzw. Talschaftsbibliotheken. Außerdem gibt es 16 anerkannte Fach- und Studienbibliotheken, 63 anerkannte Schulbibliotheken sowie die Sprachenmediathek Meran.
Der Interessenverband der Südtiroler Bibliotheken ist der 1981 gegründete Bibliotheksverband Südtirol. Seit 2009 organisiert dieser den jährlichen Tag der Bibliotheken.

## Wissenschaftliche Hochschul- und Landesbibliotheken
Südtirol besitzt sechs wissenschaftliche Bibliotheken. Die zwei größten sind die Landesbibliothek „Dr. Friedrich Teßmann“ mit über 500.000 Medieneinheiten sowie die Bibliothek der Freien Universität Bozen mit rund 210.000 Medieneinheiten. Die zwei Landesbibliotheken fokussieren jeweils auf deutschsprachige bzw. italienischsprachige Medien.
Weitere wissenschaftliche Bibliotheken sind:
- Landesbibliothek „Claudia Augusta“ in Bozen
- Bibliothek der Philosophisch-Theologischen Hochschule Brixen
- Bibliothek der Europäischen Akademie Bozen
- Bibliothek des Universitären Ausbildungszentrums für Gesundheitsberufe Claudiana in Bozen[2]
- Bibliothek des Südtiroler Landesarchivs in Bozen

## Öffentliche Bibliotheken

### Mittelpunkt- und Talschaftsbibliotheken
- Talschaftsbibliothek Abtei
- Stadtbibliothek Bozen
- Stadtbibliothek Brixen
- Stadtbibliothek Bruneck
- Mittelpunktbibliothek Überetsch, Eppan
- Stadtbibliothek Meran
- Bibliothek im Ballhaus, Neumarkt
- Mittelpunktbibliothek Schlandersburg, Schlanders
- Stadtbibliothek Sterzing
- Talschaftsbibliothek St. Ulrich

### Hauptamtlich geführte Bibliotheken
| - Öffentliche Bibliothek Ahrntal - Bibliothek Albert Schweitzer Bozen - Öffentliche Bibliothek Auer - Öffentliche Bibliothek Deutschnofen - Öffentliche Bibliothek Dorf Tirol - Öffentliche Bibliothek Feldthurns - Öffentliche Bibliothek Gais - Gemeindebibliothek Innichen - Öffentliche Bibliothek Gries - Öffentliche Bibliothek Kaltern - Gemeindebibliothek Kastelruth - Stadtbibliothek Klausen - Öffentliche Gemeindebibliothek Laas - Öffentliche Bibliothek Lana - Gemeindebibliothek Mals - Öffentliche Bibliothek Naturns - Öffentliche Bibliothek Olang - Öffentliche Bibliothek Partschins-Rabland - Bibliothek Prad - Gemeindebibliothek Rasen-Antholz | - Öffentliche Bibliothek Ritten - Gemeindebibliothek Salurn - Öffentliche Bibliothek Sand in Taufers - Öffentliche Bibliothek Sarntal - Öffentliche Bibliothek Schabs - Bibliothek Claus Gatterer Sexten - Öffentliche Bibliothek St. Christina - Öffentliche Bibliothek St. Leonhard in Passeier - Öffentliche Bibliothek St. Martin in Passeier - Öffentliche Bibliothek Terenten - Öffentliche Bibliothek Terlan - Bibliothek Hans Glauber Toblach - Öffentliche Bibliothek Tramin - Bibliothek Vahrn - Öffentliche Bibliothek Villnöß - Öffentliche Bibliothek Vintl - Bibliothek Völs am Schlern - Öffentliche Bibliothek Welsberg |

## Kirchliche Bibliotheken
26 der öffentlichen Bibliotheken befinden sich in der Trägerschaft einer Pfarrei oder kirchlichen Organisation.
Die größten Stiftsbibliotheken besitzen das Augustinerchorherrenstift Neustift, das Benediktinerkloster Muri-Gries, das Franziskanerkloster Bozen und der Deutschordenskonvent Lana. Der Bestand der historischen Klosterbibliotheken in Südtirol beläuft sich auf
552.000 Medien;

## Online-Bibliothek
Seit 2010 ist die Südtiroler Online-Bibliothek Biblio24 mit einem Download-Angebot von über 10.000 Titeln in Betrieb (Bereiche: E-Book, E-Audio, E-Music, E-Video, E-Paper). Das von der Landesbibliothek "Dr. Friedrich Teßmann" betriebene Portal kann in ganz Südtirol kostenlos genutzt werden. Seit 2015 werden im Rahmen des Projekts "Bibliothek Südtirol" die Kataloge von rund 70 Bibliotheken online gestellt.